# Самойлів Петро Дмитрович
Петро Дмитрович Самойлів (нар. 27 вересня 1897, Харків — пом. 13 вересня 1980, Нью-Йорк) — полковник Армії УНР, комендант Харківського Слобідського Коша.
На еміграції проживав у США, довголітній член при Відділі Центрального КомІтету вшанування пам'яті Симона Петлюри в Америці, довголітній голова Контрольної Комісії Комітету, з дня його заснування.